# Abu Mansur Nizar al-Aziz Billah
Abū Manṣūr Nizār al-ʿAzīz bi-Llāh est le 5e calife fatimide et Imam de 975 à 996. Sous son règne, les Fatimides étendent leur territoire au Levant, prenant la ville de Damas en 977 et se disputent la région d'Alep avec les Byzantins. 

## Biographie
Arrivé au pouvoir en 975, il étend le territoire du califat fatimide au Moyen-Orient, prenant des villes-clés de la région. Il entame également d'importantes réformes militaires, mettant fin à la traditionnelle hégémonie des Berbères Kutamas dans l'armée afin d'y intégrer des mercenaires turcs.
En 988, il fonde au Caire une des premières universités du monde à l'intérieur de la mosquée al-Azhar. Trente-cinq docteurs de la Loi y résident, appointés par le calife, et donnent des cours chaque vendredi après la prière. Une bibliothèque de dix-huit mille volumes est constituée. Il est mort le 13 octobre 996.

## Remarque
Ne pas confondre Abu Mansur Nizar al-Aziz Billah avec Abu Mansur Nizar ben al-Mustansir qui donne son nom aux Nizârites (1045 - 1097).